# بندکفشیان
بندکفشیان (نام علمی: Vittarioideae) نام یک زیرخانواده از تیره پرسرخسیان است.